# Scotopteryx bipuncta
Scotopteryx bipuncta là một loài bướm đêm trong họ Geometridae.